# Bailleau-le-Pin
 Bailleau-le-Pin  là một xã thuộc tỉnh Eure-et-Loir trong vùng Centre-Val de Loire nước Pháp. Xã này nằm ở khu vực có độ cao trung bình 174 mét trên mực nước biển.